# كونسيويلو توماس
كونسيويلو توماس (بالإسبانية: Consuelo Tomás)‏ (30 أغسطس 1957، محافظة بوكاس ديل تورو في بنما)؛ كاتِبة وشاعرة بنمية. درست في جامعة بنما.